# ЧС11
ЧС11 (17Е) - вузькоколійний 4-вісний електровоз постійного струму для колії 911 мм, з живленням від контактної мережі 1,5 Кв, призначений для експлуатації на вузькоколійный залізниці з гірським профілем шляху. 10 електровозів цієї серії експлуатуються в Грузії на лінії Боржомі - Бакуріані. Побудовані в Чехословаччині в 1966 році на  народному підприємстві Дубніца на базі проекту вузькоколійного промислового електровоза 17Е, випущеного заводом Škoda Works. Всього було випущено 12 електровозів цієї серії, які й понині знаходяться в експлуатації.

## Модифікації
На електровозі ЧС11-01 замінили електрообладнання, після чого він одержав індекс ЧС11м-01.
Електровоз ЧС11-05 переобладнали під вагонний тип компонування.